# Индийская архитектура
Индийская архитектура охватывает множество выражений пространства и времени, постоянно сохраняя в себе новые идеи. Результатом всего этого стала развитая архитектура, которая сохраняет преемственность на протяжении всей истории. Некоторые ранние архитектурные произведения найдены у Индской цивилизации (2600—1900 годы до н. э.), которая характеризуется великолепной планировкой городов и домов. Религия и царская власть, по-видимому, не сыграли главную роль в планировании и расположении этих городов.

## Индо-буддийская архитектура
Во времена империи Маурьев, государства Гуптов и их преемников было построено несколько буддистских архитектурных комплексов, таких как Аджанта и Эллора, и монументальная Большая ступа в Санчи. Позднее, в Южной Индии были возведены храмы, подобные таким, как Ченнакесава (Chennakesava) в Белуре и Саманатхапуре (Somanathapura), Хойсалесвара (Hoysaleswara ) в Халебиде, Брахидеешварар (Brihadeeswarar) в Танджавуре, Храм солнца в Конараке, Храм Ранганатхи в Шрирангаме, буддистская ступа (Chinna Lanja dibba и Vikramarka kota dibba) в Бхаттипролу (Bhattiprolu). Ангкор-Ват, Боробудур и другие буддистские и индуистские храмы указывают на сильное индийское влияние на архитектуру Юго-Восточной Азии, так как они были построены в стиле почти идентичном традиционному индийскому стилю религиозных сооружений.
Традиционная система Васту-шастра служит как индийская версия Фэн-шуя, влияющая на городское планирование, архитектуру и эргономику. Пока неясно, какая система старше, но они обе содержат определённые сходства. Фэн-шуй наиболее часто используют во всём мире. Хотя, Васту-шастра, концептуально подобная Фэн-шую: также старается гармонизировать поток энергии (также называемый как жизненная сила или Прана на санскрите и Ци на китайском и японском языках), но имеет отличия в устройстве дома, например, не учитывает необходимость правильного расположения предметов в жилище.

## Индо-исламская архитектура
С появлением исламского влияния с запада, индийская архитектура адаптировалась под новые религиозные традиции. Фатехпур-Сикри, Тадж-Махал, Гол-Гумбаз (Gol Gumbaz), Кутб-Минар (Qutb Minar), Красный форт — творения этой эпохи, которые воспринимаются туристами как символы Индии. В период британского колониального господства в Индии появились такие архитектурные стили, как индо-сарацинский и неоготический. Мемориал Виктории и Вокзал Чхатрапати Шиваджи — наиболее яркие примеры.
Индийская архитектура повлияла на Восточную и Юго-Восточную Азию из-за распространения буддизма. Многочисленные индийские архитектурные особенности, такие как храмовые насыпи, иными словами — ступы, храмовые вершины или другими словами — шикхары, храмовые башни, иначе — пагоды, храмовые ворота или тораны (torana), стали выдающимися символами азиатской культуры, наиболее используемые в Восточной и Юго-Восточной Азии. Центральный шпиль или вершина иногда называются виманами. Южные храмовые ворота или гопурам — очень сложны и величественны.

## Современная индийская архитектура
Современная индийская архитектура более космополитична. Города очень компактны и имеют большую плотность населения. Нариман Пойнт (Nariman Point) в Мумбаи известен своими выдающимися зданиями в стиле ар-деко. Одно из последних творений Индии, таких как храм Лотоса, подобных тем, что в Чандигархе, впечатляет своей архитектурой.

## Галерея

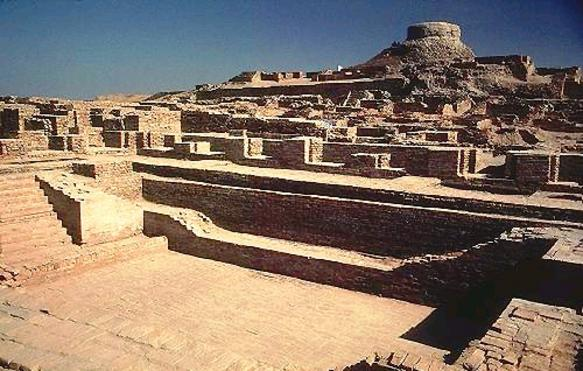
Раскопанные археологами развалины Мохенджо-Даро.
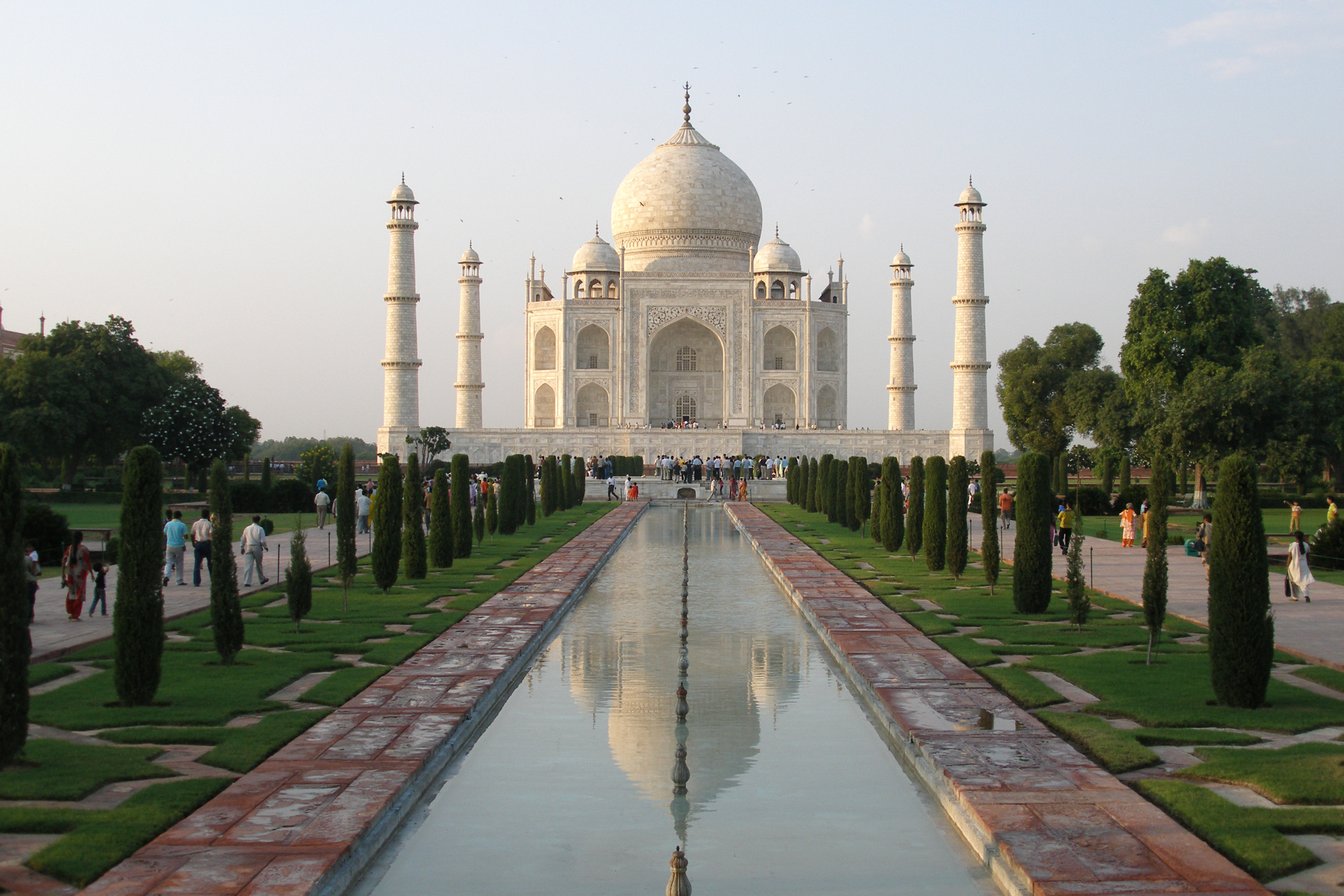
Непревзойдённое архитектурное чудо[1] Тадж-Махал в Агре — яркий пример индо-исламской архитектуры. Одно из семи новых чудес света.
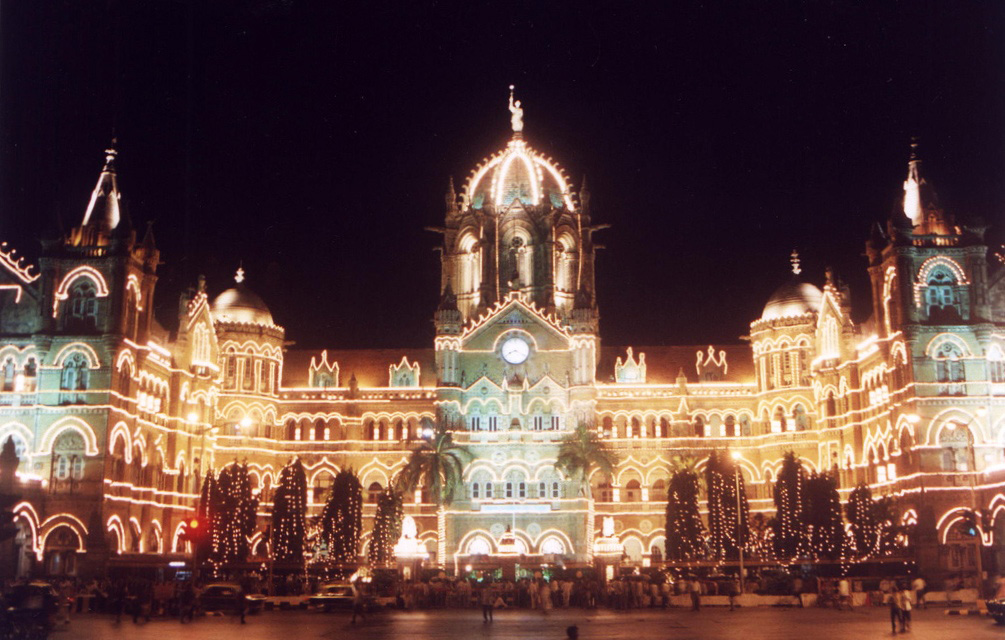
Вокзал Чхатрапати Шиваджи ночью.
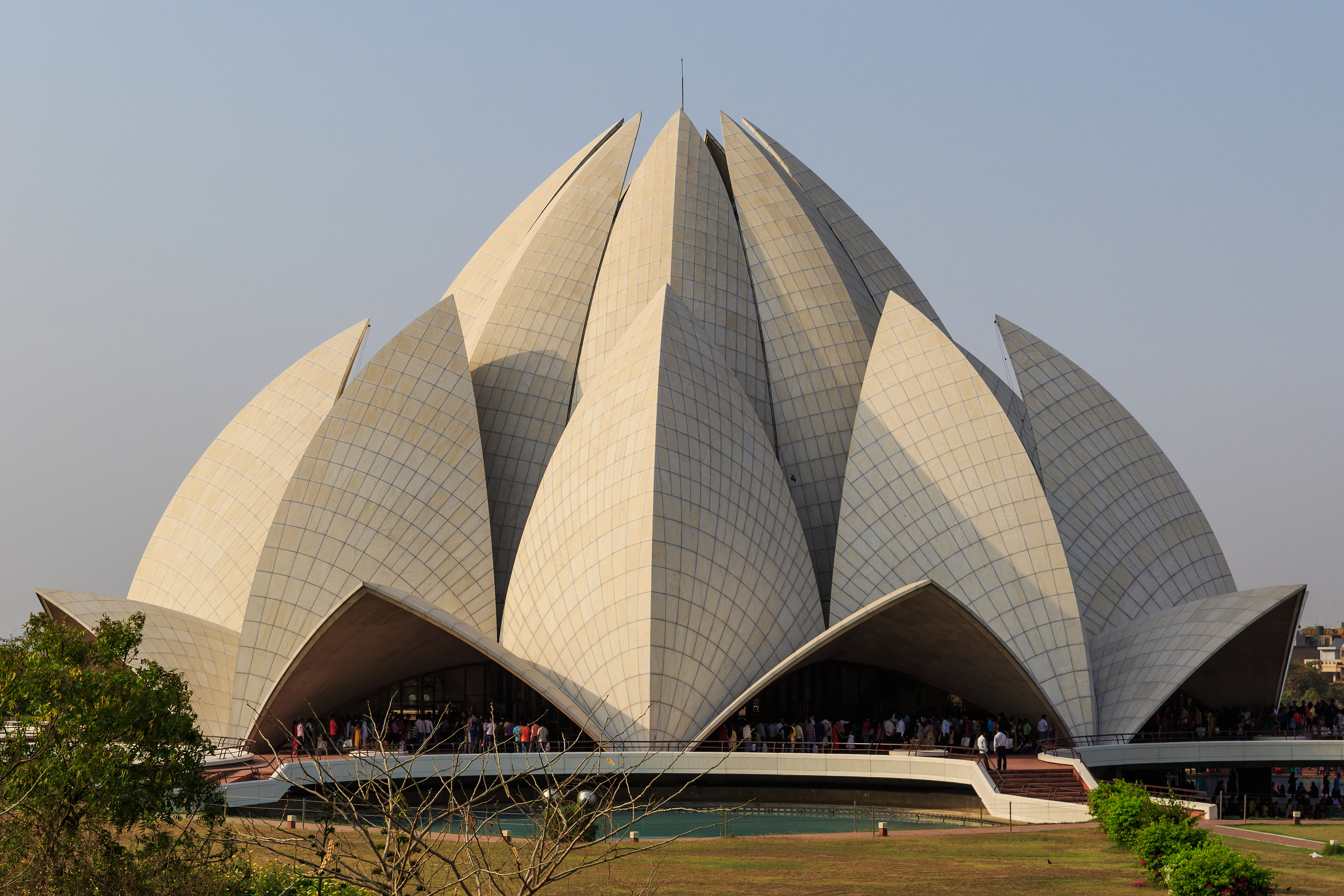
Храм Лотоса — известный пример современной индийской архитектуры.